# Diglossa sittoides
El pinchaflor ferrugíneo (Diglossa sittoides), también denominado  diglosa payador, payador o payador canela (en Argentina), picaflor canela o diglosa canela (en Colombia), roba néctar payador (en Venezuela), pincha-flor de pecho canela (en Perú) o pinchaflor pechicanelo (en Ecuador), es una especie de ave paseriforme de la familia Thraupidae, perteneciente al numeroso género Diglossa. Es nativo de regiones montañosas del norte, noroeste y oeste de América del Sur.

## Distribución y hábitat
Se distribuye por la cordillera de la Costa y montañas del noreste de Venezuela; en la Serranía del Perijá, en la frontera noroeste de Venezuela - noreste de Colombia; en la Sierra Nevada de Santa Marta; y a lo largo de la cordillera de los Andes desde el oeste de Venezuela (Lara), hacia el sur por las tres cadenas de Colombia, Ecuador, Perú, Bolivia, hasta el noroeste de Argentina (Tucumán.

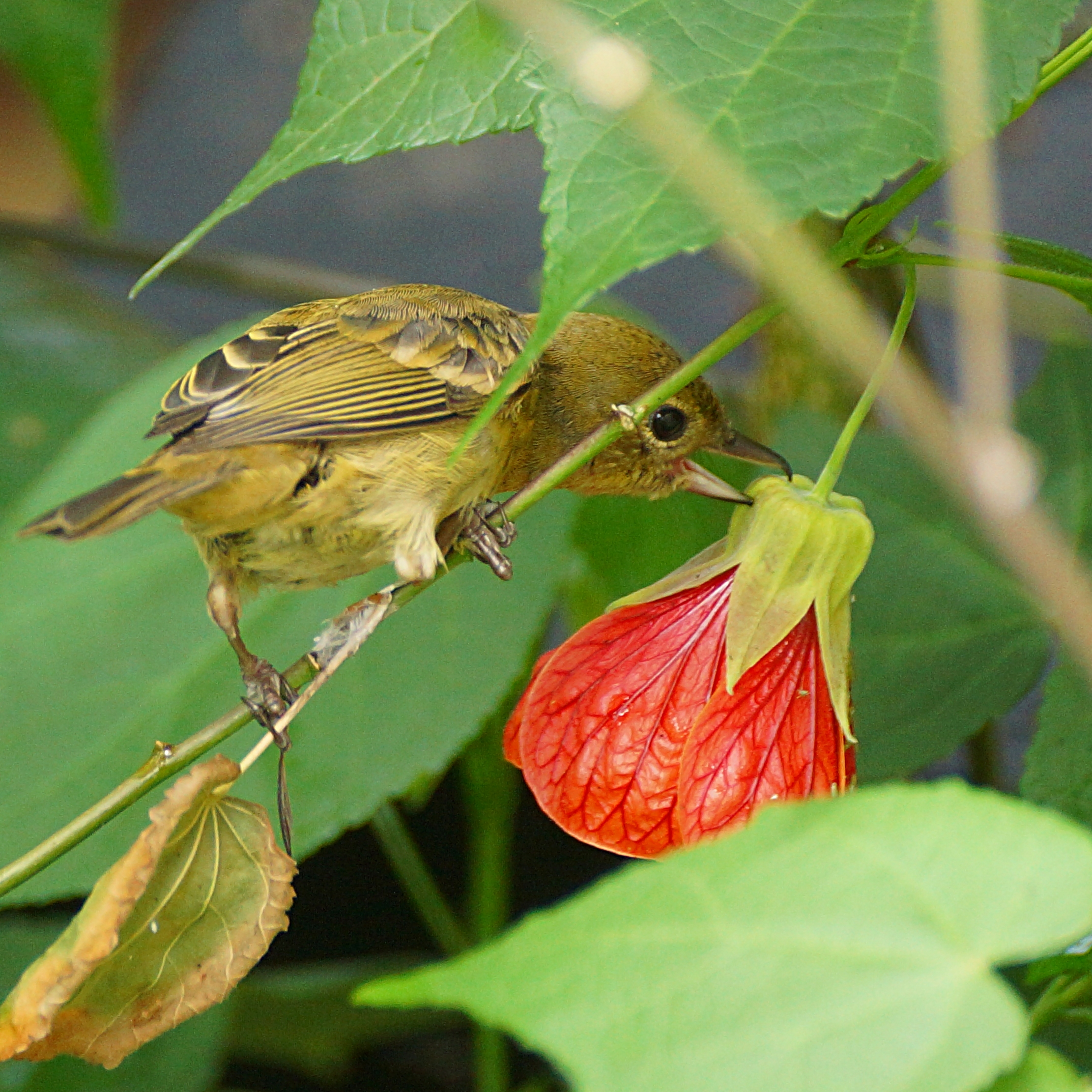
Hembra, robando néctar de una flor del Abutilon. Se alimentan principalmente del néctar de flores. Para acceder al néctar tienen un pico adaptado que utilizan para perforar la base de las flores. En Bogotá, Colombia.

Esta especie es considerada poco común y bastante local en sus hábitat naturales: áreas arbustivas, bosques montanos ralos, jardines, tanto en regiones húmedas como áridas, pero básicamente no es un pinchaflor forestal. Principalmente en altitudes entre 1500 y 3000 m, unos pocos llegan hasta la línea de árboles y otros pueden aparecer ocasionalmente tan bajo como el litoral peruano.

## Sistemática

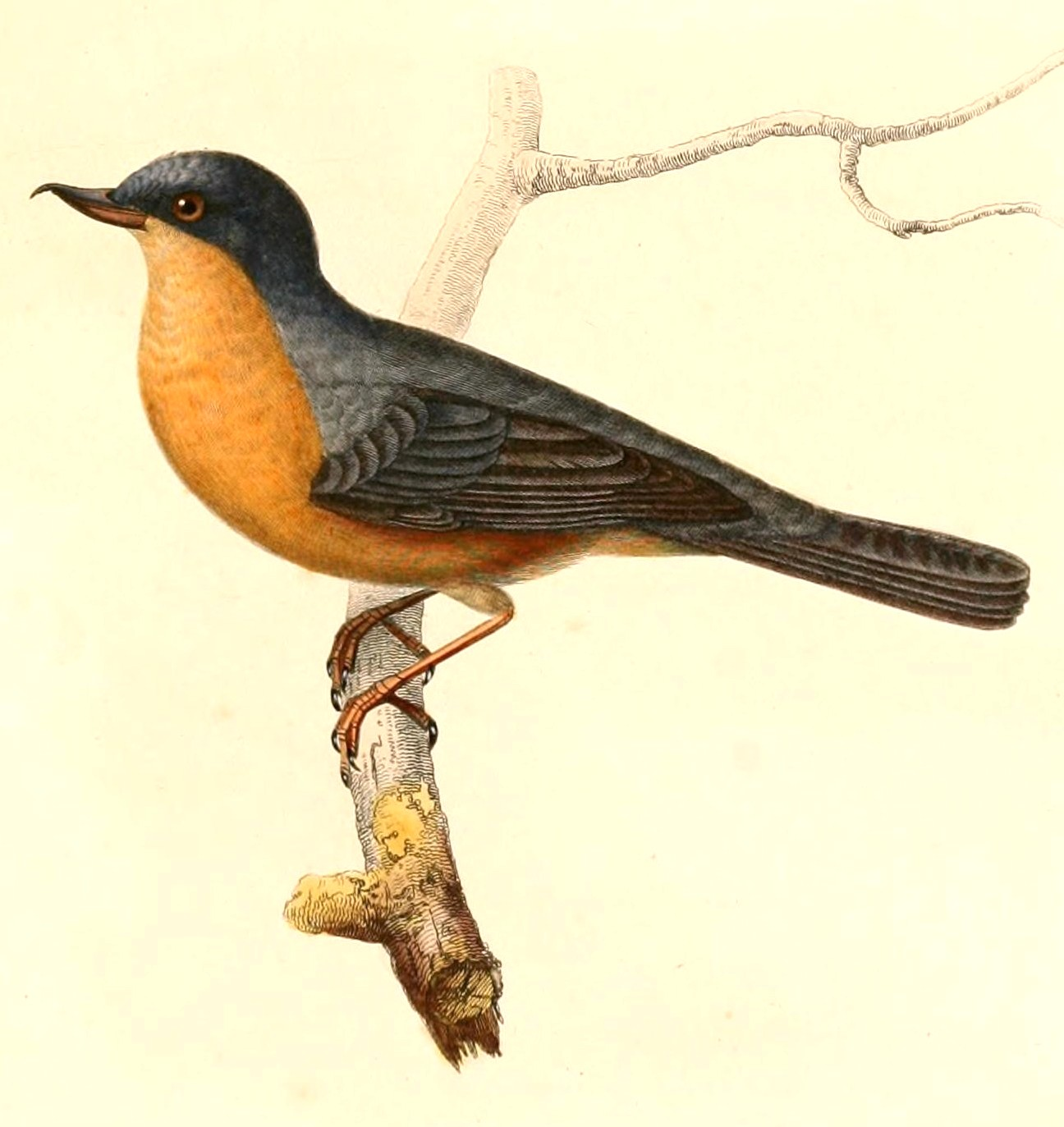
Serrirostrum sittoides, ilustración en d'Orbigny Voyage dans l'Amérique méridionale, 1847.

### Descripción original
La especie D. sittoides fue descrita por primera vez por los ornitólogos franceses Alcide d'Orbigny y Frédéric de Lafresnaye en 1838 bajo el nombre científico «Serrirostrum sittoides»; su localidad tipo es: «Vallegrande, Bolivia».

### Etimología
El nombre genérico femenino Diglossa proviene del griego «diglōssos» que significa de lengua doble, que habla dos idiomas; y el nombre de la especie «sittoides» es una combinación del género Sitta (los trepadores del Viejo Mundo) y de la palabra griega «oidēs»: que se parece.

### Taxonomía
Los amplios estudios filogenéticos recientes demuestran que la presente especie es hermana del par formado por Diglossa plumbea y Diglossa baritula, con quien ya fue considerada conespecífica.

### Subespecies
Según las clasificaciones del Congreso Ornitológico Internacional (IOC) y Clements Checklist/eBird v.2019 se reconocen seis subespecies, con su correspondiente distribución geográfica:
- Diglossa sittoides hyperythra Cabanis, 1851 – Sierra Nevada de Santa Marta en el norte de Colombia y cordillera de la Costa en el norte de Venezuela.
- Diglossa sittoides dorbignyi (Boissonneau), 1840 – Andes del oeste de Venezuela (Lara, Mérida and Táchira) y Andes colombianos.
- Diglossa sittoides coelestis Phelps, Sr & Phelps, Jr, 1953 – Serranía del Perijá.
- Diglossa sittoides mandeli Blake, 1940 – montañas del noreste de Venezuela (Macizo de Turimiquire en Sucre).
- Diglossa sittoides decorata J.T. Zimmer, 1930 – Andes de Ecuador y Perú.
- Diglossa sittoides sittoides (Orbigny & Lafresnaye), 1838 – Andes del oeste de Bolivia y noroeste de Argentina.